# Psicologia social
Psicologia social é um ramo da psicologia que estuda o indivíduo na sociedade, como as pessoas pensam e se relacionam, que surgiu no século XX como uma área que estabelece uma ponte entre a psicologia e as ciências sociais (sociologia, antropologia, geografia, história, ciência política). Sua formação acompanhou os movimentos ideológicos e conflitos do século, como: a ascensão do nazifascismo, as grandes guerras, o capitalismo contra o socialismo, entre outros.
Segundo Jean Piaget (1970), é tarefa dessa disciplina conhecer o patrimônio psicológico hereditário da espécie e investigar a natureza e extensão das influências sociais.
Segundo Aroldo Rodrigues (um dos primeiros psicólogos brasileiros a escrever sobre o tema), é uma ciência básica que estuda as manifestações comportamentais de acordo com as interação de uma pessoa com outras pessoas, ou pela mera expectativa de interação, que influência os fatores situacionais no comportamento do indivíduo frente aos estímulos sociais.
Quanto ao objeto de estudo, está dividida em dois ramos: a psicologia social psicológica que procura explicar os sentimentos, pensamentos e comportamentos do indivíduo na presença real ou imaginada de outras pessoas; a psicologia social sociológica que tem como foco o estudo da experiência social que o indivíduo adquire a partir de sua participação nos diferentes grupos sociais com os quais convive. Em outras palavras, os psicólogos sociais da primeira vertente tendem a enfatizar principalmente os processos intraindividuais responsáveis pelo modo pelo qual os indivíduos respondem aos estímulos sociais, enquanto o último tendem a privilegiar os fenômenos que emergem dos diferentes grupos e sociedades.
Mesmo antes de estabelecerem-se como pertencentes à psicologia social, questões sobre o que é inato e o que é adquirido no homem permeavam a filosofia, mais especificamente, questões sobre a relação entre o indivíduo e a sociedade (pré-científicas, segundo alguns autores), avaliando como as disposições psicológicas individuais produzem as instituições sociais, ou como as condições sociais influem o comportamento dos indivíduos.
Enquanto área de aplicação distingue-se por tomar como objetos as massas ou multidões e fenômenos coletivos, como linchamento, racismo, homofobia, transfobia, lesbofobia, bifobia, fanatismo, terrorismo, ou a utilização do marketing e propaganda (inclusive política) e de técnicas em dinâmica de grupo nas empresas, coletividades ou mesmo na clínica (terapia de grupos). Nessa perspectiva, pode-se estabelecer uma sinonímia ou equivalência entre as diversas psicologias que nos apresentam como sociais: comunitária, institucional, dos povos (etnopsicologia), das multidões, dos grupos, comparada (incluindo a sociobiologia), etc.
O que precisa ser esclarecido para entender a relação do “social” com a psicologia, quer concebida como ciência da mente (psique), quer como ciência do comportamento, é como esse “social” pode ser pensado e compreendido desde o caráter assistencialista ou gestão racional da indigência na idade média até a emergência das concepções democráticas das ciências humanas no século XX, passando pela formulação das questões sociais, em especial os ideais de liberdade e igualdade no século das luzes e os direitos humanos.

## Categorias
A psicologia social estuda a relação do indivíduo com uma sociedade, como as pessoas pensam, influenciam e se relacionam umas com as outras, observa os comportamentos e as intenções quando cercados de outras pessoas - é a ciência que procura compreender os “como” e “porquês” do comportamento social - a interação social, a interdependência entre os indivíduos e o encontro social. Seu campo de ação é portanto o comportamento analisado em todos os contextos do processo de influência social. Os manuais de ensino e ementas das universidades nos remetem à:
interação pessoa/pessoa;
interação pessoa/grupo (os grupos sociais);
interação grupo/grupo. (enfoques nacionais, regionais e locais).
Estuda as relações interpessoais:
influências;
conflitos; comportamento divergente;
autoridade, hierarquias, poder;
- o pai, a mãe e a família em distintos períodos históricos e culturas;
- a violência doméstica, contra o idoso, o homem, a mulher e a criança.
Investiga os factores psicológicos da vida social:
sistemas motivacionais (instinto);
- estatuto (status) social;
liderança;
estereótipos (estigma);
- alienação;
- Identidade, valores éticos;
Teoria das representações sociais, a Produção de Sentido, Hegemonia
Dialética Exclusão /Inclusão Social.
Analisa os factores sociais da Psicologia Humana
motivação;
- o processo de socialização;
as atitudes, as mudanças de atitudes;
opiniões / Ideologia, moral;
preconceitos;
- papéis sociais;
- estilo de vida (way of life - modo ou gênero de vida).
Naturalmente a subdivisão dos temas acima enumerados é apenas didática os mesmos estão intrinsecamente relacionados. Observe-se também que muitos desses temas e conceitos foram desenvolvidos ou são também abordados por outras disciplinas (e inter-disciplinas) científicas seja das ciências sociais ou biológicas, cabe ao pesquisador na sua aproximação do problema ou delineamento da pesquisa estabelecer os limites e marco teórico de sua interpretação de resultados. Pode-se ainda dar um destaque aos temas:
Agressão humana (violência);
Trabalho e Ação Social;
Relações de Gênero, Raça e Idade;
Psicologia das Classes Sociais – Relações de Poder;
Questões sociopolíticas;
Dinâmica dos Movimentos Sociais;
As Multidões ou Massas;
Saúde mental e justiça: interfaces contemporâneas;
Efeitos dos diferentes tipos de liderança: Os diferentes tipos de liderança provocam diferentes efeitos, quer ao nível da produtividade do grupo, quer ao nível da satisfação dos membros do grupo.

## Histórico
Em 1895, o cientista social francês Gustave Le Bon (1841-1931) apresentou, em seu pioneiro trabalho sobre a Psicologia das Multidões, a proposição básica para o entendimento de uma psicologia social: sejam quais forem os indivíduos que compõem um grupo, por semelhantes ou dessemelhantes que sejam seus modos de vida, suas ocupações, seu caráter ou sua inteligência, o fato de haverem sido transformados num grupo, coloca-os na posse de uma espécie de mente coletiva que os fazem sentir, pensar e agir de maneira muito diferente daquela pela qual cada membro dele, tomado individualmente, sentiria, pensaria e agiria, caso se encontrasse em estado de isolamento [9: p. 18]. Essa proposição e os argumentos de Le Bon para justificá-la, serviu de parâmetro para o estudo sobre Psicologia de Grupo publicado por Sigmund Freud em 1921.
A questão teórica de Le Bon, com quem Freud dialogou era "massa", não "grupo". Um problema de tradução entre o alemão e o inglês fez com que surgisse o termo "grupo" em Freud, embora não haja evidências de que o mesmo tenha se preocupado com esta questão. Contudo essa categoria de explicação é retomada em diversos dissidentes da psicanálise como Carl Gustav Jung (1875-1961) que introduziu o conceito inconsciente coletivo - o substrato ancestral e universal da psique humana, e surpreendeu o mundo com sua célebre interpretação do fenômeno dos discos voadores como um mito moderno e Wilhelm Reich com sua análise da anomia (Escuta, Zé Ninguém!) e governos totalitários (Psicologia das Massas e do Fascismo). A psicanálise dos governantes ou relação entre a psique individual e a cultura ou civilização por sua vez é um tema frequente na obra de Freud e outros psicanalistas (E. Eriksom, E. Fromm, etc.) que estudam a relação dessa ciência com a antropologia.
A relação entre a etnologia e psicologia é especialmente fecunda, inúmeros etnólogos investigaram e tomaram como ponto de partida das suas pesquisas as teorias psicanalíticas e psicológicas a exemplo de Ruth Benedict Margaret Mead Malinowski Lévi-Strauss.
Por outro lado observa-se também que psicologia desenvolveu sua notoriedade como disciplina científica ao afirma-se como uma ciência natural em oposição às ciências sociais ou humanas nos finais do século XIX. Crente na impossibilidade teórica da mente voltar-se sobre- se mesmo como sujeito objeto de pesquisa Wilhelm Wundt (1832-1920) propôs a psicologia como um novo domínio da ciência em 1874 no seu livro Princípios de Psicologia Fisiológica e a criação de um laboratório de psicologia experimental (1879) em Leipzig. Esse mesmo autor contudo suponha ser necessários estudos complementares voltados ao estudo da mente em suas manifestações externas, a sua Völkerpsychologie - Psicologia dos povos / social ou cultural (10 volumes) escritos entre 1900 e 1920 com análises detalhadas da língua e cultura. Três dos volumes são dedicados aos mitos e religião; dois à linguagem (hoje seria considerados como psicologia linguística); dois à sociedade e um à cultura e história (a psicologia social de hoje); um a lei (hoje a psicologia forense ou jurídica) e um à arte (um tópico que abrange as modernas concepções de inteligência e criatividade).
Tal aspecto de sua obra vem sendo recuperada por sua aplicação e semelhança com os modernos estudos de psicologia cognitiva. Segundo Farr é possível perceber o desenvolvimento posterior das ideias de Wundt na psicologia social de G. H Mead e Herbert Blumer, os criadores do interacionismo simbólico na Universidade de Chicago e Vygotsky na Rússia.
O grupo como objeto de estudos ganhou densidade na psicologia social durante a segunda guerra mundial, com Kurt Lewin (1890-1947), considerado por muitos autores como fundador da psicologia social. Contemporâneo dos fundadores da psicologia da gestalt e integrante dessa teoria esse autor radicou-se nos Estados Unidos a partir de 1933 onde chefiou no MIT Massachusetts Instituto de Tecnologia o Centro de Pesquisa de Dinâmica de Grupo junto com uma série de autores que desenvolveram a escola americana de psicologia social a exemplo de D. Cartwright que assumiu a direção do instituto após a sua morte e Leon Festinger (1919-1979) que desenvolveu a teoria da dissonância cognitiva explorando o desconforto da contradição dos conflitos e estado de consistência interna ainda hoje referência para os estudos de valores éticos em psicologia social.
A Dinâmica de Grupo ou ciência dos pequenos grupos, é para alguns autores o objeto e método da psicologia social, limita-se porém ao estudo empírico da interação dentro dos grupos. Sendo porém relevantes as suas contribuições sobre a estrutura grupal, os estilos de liderança, os conflitos e motivações, espaço vital ou o campo de forças que determinam a conduta humana possuem diversas aplicações e entre elas a psicologia infantil e a modificação de comportamentos seja para benefícios dietéticos (estudos de pesquisa – ação realizados com Margareth Mead) seja para melhor a produtividade e desempenho nos ambientes de trabalho.
Na escola americana de psicologia social cabe ainda um destaque para William McDougall (1871-1938). Esse autor, britânico que viveu 24 anos na América, foi um dos primeiros a utilizar o nome de psicologia social (1908) e comportamento (behavior) e representa a tendência evolucionista americana, pós efeito da teoria da evolução de Darwin que veio a reforçar a tendência aos estudos de psicologia comparada e da abordagem comportamental apesar da diferença essencial entre as proposições quanto utilização do conceito de “instinto” como categoria explicativa aproximando-se portanto de um corrente representada por S. Freud e G. H. Mead.
George Hebert Mead (1863-1931) inserido no pragmatismo James (1842-1910) Peirce (1839-1931) e Dewey (1859-1952) americano o criador da teoria do interacionismo simbólico em seu curso de psicologia social da Universidade de Chicago do qual nos deixou o livro construído a partir de anotações de sues alunos Mind Self and Society é bem melhor compreendido por sociólogos do que por psicólogos. Essa relação com a sociologia não vem só do fato de seu curso e teoria ter sido continuado por um sociólogo Herbert Blumer e sua rejeição no contexto do paradigma behaviorista mas por que os conceitos de ato, ação e ator social são essencialmente úteis ao entendimento das políticas públicas e intervenções sociais. Sua importância vem sendo reconhecida em nossos dias pela influência da sua teoria nos estudos e proposições Erving Goffman autor de Prisões manicômios e conventos, um livro fundamental no processo de transformação do tratamento psiquiátrico (reforma psiquiátrica) e luta anti-manicomial em nossos dias.
A psicologia social rompe com a oposição entre o indivíduo e a sociedade, enquanto objetos dicotómicos que se autoexcluem, procurando analisar as relações entre indivíduos (interacções), as relações entre categorias ou grupos sociais (relações intergrupais) e as relações entre o simbólico e a cognição (representações sociais). Assim, apresenta como objecto de estudo os indivíduos em contexto, sendo que as explicações são efetuadas tendo em conta quatro níveis de análise: nível intraindividual (o indivíduo), o nível interindividual e situacional (interações entre os indivíduos ou contexto), o nível posicional (posição que o indivíduo ocupa na rede das relações sociais), e o nível ideológico (crenças, valores e normas colectivas). Pepitone, A. (1981). Lessons from the history of social psychology. American Psychologist, 36, 9, 972-985. Silva, A. & Pinto, J. (1986). Uma visão global sobre as ciências sociais. In Silva, A. & Pinto, J. (Coords.), Metodologia das Ciências Sociais (pp. 9–27). Porto: Edições Afrontamento.

## Ética
O objetivo da psicologia social é entender a cognição e o comportamento como ocorrem naturalmente em um contexto social, mas o próprio ato de observar as pessoas pode influenciar e alterar seu comportamento. Por esta razão, muitos experimentos de psicologia social utilizam o engano para ocultar ou distorcer certos aspectos do estudo. O engano pode incluir histórias de capa falsas, participantes falsos (conhecidos como confederados ou fantoches), feedback falso dado aos participantes e outras técnicas que ajudam a remover possíveis obstáculos à participação.
A prática do engano tem sido desafiada por psicólogos que sustentam que o engano em qualquer circunstância é antiético e que outras estratégias de pesquisa (por exemplo, role-playing) devem ser usadas. Infelizmente, a pesquisa mostrou que os estudos de role-playing não produzem os mesmos resultados que os estudos de decepção, e isso colocou em dúvida sua validade. Além do engano, os experimentadores às vezes colocam as pessoas em situações potencialmente desconfortáveis ou embaraçosas (por exemplo, o experimento de Milgram e o experimento da prisão de Stanford), e isso também foi criticado por razões éticas.

## Psicologia Social no Brasil
A psicologia social no Brasil tem início nos estudos etnopsicológicos de Nina Rodrigues em 1900, O animismo fetichista dos negros africanos e As coletividades anormais, ou melhor, como coloca Laplantine (1998) nos estudos que revelam o confronto entre a etnografia e a psicologia. Materiais etnográficos recolhidos a partir de observações muito precisas são interpretados no âmbito da psicologia clínica da época. Nina Rodrigues considera os problemas da integração das populações europeias às advindas da diáspora africana que segundo ele constituem o principal obstáculo para o progresso da sociedade global.
Muitos autores brasileiros seguiram essa linha de raciocínio que oscilava entre os pressupostos biológicos racistas da degenerescência racial, uma interpretação psicológica (instabilidade do caráter resultante do choque de duas culturas) até as modernas interpretações sociológicas iniciadas a partir de 1923 com os estudos de Gilberto Freyre autor do reconhecido internacionalmente Casa grande e senzala.
Com o título de Psicologia Social vamos encontrar o trabalho de Arthur Ramos (1903-1949) que  foi o professor convidado para ministrar o curso de psicologia social na recém criada Universidade do Distrito Federal no Rio de Janeiro (1935) e logo desfeita pelo contexto político da época. Este não fugiu à clássica abordagem do estudo simultâneo das inter-relações psicológicas dos indivíduos na vida social e a influência dos grupos na personalidade mas face a sua experiências anteriores nos serviços de medicina legal e médico de hospital psiquiátrico na Bahia tinha em mente os problemas da inter-relação de culturas e saúde mental (com atenção especial aos aspectos místicos - primitivos da psicose) retomando-os a partir das proposições da psicanálise e psicologia social americana situando-se criticamente entre as tendências de uma sociologia psicológica e uma psicologia cultural.
A metodologia da psicologia social brasileira nos anos 50, assim como em toda a América Latina, importava práticas e teorias da psicologia social produzida na América do Norte, adaptando o aparato teórico-prático americano à realidade de cada país. Essa influência consolidava-se, principalmente, devido ao fato de que os formadores em psicologia social brasileiros especializavam-se em centros de estudos norte-americanos.
Na década de 1960, fundou-se a Associação Latino-Americana de Psicologia Social (ALAPSO), tal associação estreitou ainda mais os laços entre a produção latino-americana com a norte-americana; estabelecendo ainda mais a psicologia estadunidense como seu principal referencial. Entretanto, ao longo dessa década, surgiram movimentos opostos a esse alinhamento, dando mais ênfase à psicologia social local. Estimulados pelos regimes militares ditatoriais e pela acentuada desigualdade social presente na América do Sul, os psicólogos integrantes desses movimentos de oposição à visão norte-americana passam a defender uma ruptura radical com a psicologia social tradicional. Pode-se identificar esse fenômeno com a fundação da Associação Venezuelana de Psicologia Social (AVEPSO) e a Associação Brasileira de Psicologia Social (ABRAPSO).
Essas instituições adotaram como referencial a Psicologia Social Crítica como perspectiva para o desenvolvimentos de suas pesquisas. Um dos primeiros autores desse movimento foi Martin-Baró, psicólogo e padre jesuíta espanhol, radicado em El Salvador, que em suas obras defendia uma psicologia social alinhada com a realidade social da América Latina. Martin-Baró entendia que a função do psicólogo social seria conscientizar as pessoas e grupos, estimulando-os a desenvolver pensamento crítico sobre a sua realidade, permitindo-os a ter maior controle sobre sua existência e assim lutar pela diminuição das injustiças sociais.
No Brasil, a partir do final da década de 1970, os psicólogos sociais brasileiros também participaram do movimento de ruptura com o alinhamento norte-americano. Com diversas publicações como “Psicologia Social: O homem em movimento” de Silvia Lane e Vanderley Codo até aos mais recentes manuais de Psicologia Social (Campos & Guareschi, 2000; Jacques, Strey, Bernardes, Guareschi, Carlos & Fonseca, 1998; Lane & Sawaia, 1994; Mancebo e Jacó-Vilela, 2004), adotou-se uma linha de desenvolvimento alinhada à Psicologia Social Crítica, sendo que tal movimento constitui uma das principais correntes da Psicologia no Brasil, procurando abordar os problemas sociais presentes no país como a violência doméstica, a pobreza, abandono infantil, exclusão educacional e a grande desigualdade social.
A fundação da ABRAPSO, foi um importante passo para o desenvolvimento desse panorama para a psicologia social nacional; as pesquisas produzidas pela associação enfatizavam problemas sociais, econômicos e políticos. Dessa forma, pode-se dizer que a psicologia política brasileira cresceu em conformidade com a psicologia social, uma vez que o corpus abrapsiano deu à psicologia política um viés psicossocial. Nesse contexto, pode-se destacar a atuação de Silvia Lane, cuja obra sistematizou o processo de politização da atuação profissional do psicólogo.
Nesse sentido, a produção da ABRAPSO na década de 1980 passou por um período de formação de panoramas e de confrontos. Há uma polarização nas pesquisas da associação, onde um lado via-se a psicologia social como analista neutro de padrões em meio às variáveis psicossociais, procurando formar profissionais que solucionassem problemas de forma consciente. Por outro lado, propunha-se uma psicologia social em construção, cujos paradigmas deviam ser sempre revisados, adequando suas análises ao perfil sócio-histórico do objeto analisado, reconhecendo as subjetividades como fruto de um indivíduo situado numa sociedade e num momento histórico. A partir da década de 80 começaram também a se desenvolver no Brasil os cursos de pós-graduação stricto-sensu, que exerceram importante papel na estruturação de diferentes linhas de pesquisa na área de Psicologia Social, assim como no aumento da produção científica brasileira em Psicologia Social
O Brasil na década de 1990 ainda possuía características da década anterior, como déficit econômico e social e foi nessa época em que a Psicologia buscou responder as questões levantadas pela década de 80, a partir de uma sistematização da diversidade com reflexões, novas ideias e preocupação com a imagem do psicólogo junto à população. A partir de reivindicações dessa época o psicólogo começou a ser visto como profissional da saúde, se aproximou de contextos sociais, engajou em novos campos de trabalho não tradicionais; o que levou a um dos marcos significativos desse período, a publicação pelo conselho federal de psicologia do livro “Psicólogo brasileiro – práticas emergentes e desafios para a formação”.
Nas últimas décadas a psicologia social brasileira, segundo Hiran Pinel (2005), foi marcada por dois psicólogos bastante antagônicos: Aroldo Rodrigues (empirismo e que adotou uma abordagem mais de experimental-cognitiva, por exemplo, de propagandas etc.) e, mais recentemente Silvia Lane (marxista e sócio-histórica).
Silvia Tatiana Maurer Lane e Aniela Ginsberg foram professoras fundadoras do Programa de Estudos Pós-Graduados em Psicologia Social da PUC-SP o primeiro curso de mestrado e doutorado da área a funcionar no Brasil, entre 1972 e 1983. Onde psicologia social é uma disciplina (teórica/prática) referendada em pesquisas empíricas sobre os problemas sociais brasileiros. Os textos desenvolvidos por professores e autores escolhidos são adotados como bibliografia básica na maioria dos cursos de Psicologia do Brasil e, também, em concursos públicos na área da saúde e educação. Receberam o prêmio outorgado pela Sociedade Interamericana de Psicologia (SIP), em julho de 2001.
Lane, que também foi presidente da ABRAPSO (Associação Brasileira de Psicologia Social) no período de 1980 a 1983, fez seguidores famosos e muito estudados na atualidade: Antonio da Costa Ciampa (precursor nos estudos sobre identidade em perspectiva materialista histórica, cuja referência de estudos inscrevem eminentes trabalhos de pesquisas inovadoras em diferentes àreas do conhecimento, favorecendo a amplitude da categoria de estudo identidade enquanto elementar para discussões nas ciências humanas e da saúde de modo geral) Ana Bock e outros (mais ligados a Vigotski), como Bader Sawaia (que descreve minuciosamente as artimanhas da Exclusão social e o quanto é falso e hipócrita a inclusão, encarada como "maquiagem" que cala a voz do oprimido); Wanderley Codo (que estuda grupos minoritários, sofrimentos e as questões de saúde dos professores e professoras); Maria Elizabeth Barros de Barros e Alex Sandro C. Sant'Ana (que se associam as ideias de Foucault, Deleuze, Guattari entre outros); Carlos Eduardo Ferraço (que se associa com Boaventura de Sousa Santos e Michel de Certeau); Hiran Pinel (que resgata tanto o existencialismo quanto o marxismo de Paulo Freire) etc..
O psicólogo bielorrusso Vygotsky - um fervoroso marxista sem perder a qualidade de psicólogo e educador - foi resgatado por Alexander Luria em parceria com Jerome Bruner nos Estados Unidos, país que marcou - e marca - a psicologia brasileira. Em 1962 é publicado nos EUA, e após a saída dos militares do governo brasileiro, tornou-se inevitável sua publicação no Brasil.
Os psicólogos sociais sócio-históricos, produzem artigos criticando o Estado e o modo neoliberal de produção que tem um forte impacto na produção de subjetividades. As práticas são mais ativas e menos desenvolvidas em consultórios, e a noção de psicopatologia mudou bastante, reconhecendo como saudáveis as táticas e estratégias de enfrentamento da classe proletária.
Foi inaugurado em outubro de 2013, o IPA (Instituto de Psicologia Avançada), em Ribeirão Preto (313 km de São Paulo). O instituto foi instalado num imóvel de dois andares, no bairro Alto da Boa Vista. Foram investidos inicialmente R$ 700 mil, a capacidade de atendimento no centro é de 50 pessoas. O IPA teve uma presença ilustre no dia de sua inauguração, da ex-senadora Marina Silva (PSB).

## Críticas
Hoje em dia, a psicologia social tem recebido inúmeras críticas. Apontamos agora as principais:
a) Baseia-se num método descritivo, ou seja, um método que se propõe a descrever aquilo que é observável, fatual. É uma psicologia que organiza e dá nome aos processos observáveis dos encontros sociais.
b) Tem seu desenvolvimento comprometido com os objetivos da sociedade norte-americana do pós-guerra, que precisava de conhecimentos e de instrumentos que possibilitassem a intervenção na realidade, de forma a obter resultados imediatos, com a intenção de recuperar a nação, garantindo o aumento da produtividade econômica. Não é para menos que os temas mais desenvolvidos foram a comunicação persuasiva, a mudança de atitudes, a dinâmica grupal etc., voltados sempre para a procura de "fórmulas de ajustamento e adequação de comportamentos individuais ao contexto social".
c) Parte de uma noção estreita do social. Este é considerado apenas como a relação entre pessoas – a interação pessoal -, e não como um conjunto de produções humanas capazes de, ao mesmo tempo em que vão construindo a realidade social, construir também o indivíduo. Esta concepção será a referência para a construção de uma nova psicologia social.

### Uma nova Psicologia Social e Institucional
Com uma posição mais crítica em relação à realidade social e à contribuição da ciência para a transformação da sociedade, vem sendo desenvolvida uma nova psicologia social, buscando a superação das limitações apontadas anteriormente,
A psicologia social mantém-se aqui como uma área de conhecimento da psicologia, que procura aprofundar o conhecimento da natureza social do fenômeno psíquico.
O que quer dizer isso?
A subjetividade humana, isto é, esse mundo interno que possuímos e suas expressões, são construídas nas relações sociais, ou seja, surge do contato entre os homens e dos homens com a natureza.
Assim, a psicologia social, como área de conhecimento, passa a estudar o psiquismo humano, objeto da psicologia, buscando compreender como se dá a construção deste mundo interno a partir das relações sociais vividas pelo homem. O mundo objetivo passa a ser visto, não como fator de influência para o desenvolvimento da subjetividade, mas como fator constitutivo.
Numa concepção como essa, o comportamento deixa de ser "o objeto de estudo", para ser uma das expressões do mundo psíquico e fonte importante de dados para compreensão da subjetividade, pois ele se encontra no nível do empírico e pode ser observado; no entanto, essa nova psicologia social pretende ir além do que é observável, ou seja, além do comportamento, buscando compreender o mundo invisível do homem.
Além disso, essa psicologia social abandona por completo a diferença entre comportamento em situação de interação ou não interação. Aqui o homem é um ser social por natureza. Entende-se aqui cada indivíduo aprende a ser um homem nas relações com os outros homens, quando se apropria da realidade criada pelas gerações anteriores, apropriação essa que se dá pelo manuseio dos instrumentos e aprendizado da cultura humana.
O homem como ser social, como um ser de relações sociais, está em permanente movimento. Estamos sempre nos transformando, apesar de aparentemente nos mantermos iguais. Isso porque nosso mundo interno se alimenta dos conteúdos que vêm do mundo externo e, como nossa relação com esse mundo externo não cessa, estamos sempre como que fazendo a "digestão" desses alimentos e, portanto, sempre em movimento, em processo de transformação.
Ora, se estamos em permanente movimento, não podemos ter um conjunto teórico onde os conceitos paralisam nosso objeto de estudo. Se nos limitarmos a falar das atitudes, da percepção, dos papéis sociais e acreditarmos que com isso compreendemos o homem, não estaremos percebendo que, ao desempenhar esse papel, ao perceber o outro e ao desenvolver ou falar sobre sua atitude, o homem estará em movimento, Por isso, nossa metodologia e nosso corpo teórico devem ser capazes de captar esse homem em movimento e intervir nas políticas públicas que organizam e reorganizam a vida social aumentando ou diminuindo os efeitos da desigualdade social e miséria do mundo.
E, superando esse conceitual da antiga psicologia social, a nova irá propor, como conceitos básicos de análise, a atividade, a consciência e a identidade, modo de vida que são as propriedades ou características essenciais dos homens e expressam o movimento humano. Esses conceitos e concepções foram e vêm sendo desenvolvidos por vários autores soviéticos que produziram até a década de 1960.